# 24 Erzincanspor
24 Erzincanspor ist ein türkischer Fußballverein aus der Stadt Erzincan in der gleichnamigen Provinz Erzincan.

## Geschichte

### Gründung
Der Verein wurde 1984 als Refahiyespor in der gleichnamigen Kreisstadt Refahiye gegründet und war lange Zeit in den unteren regionalen Amateurligen tätig. In der Saison 2010/11 stieg der Verein nach einem 3:2-Sieg gegen Erzincanspor, dem bekanntesten Verein der gemeinsamen Provinz Erzincan, in die Bölgesel Amatör Lig (BAL), die höchste türkische Amateurliga, auf. Gleich im nächsten Jahr gelang der Mannschaft die Meisterschaft der BAL und damit der Durchmarsch in die TFF 3. Lig. In der vierthöchsten türkischen Profiliga wurde in der Saison 2012/13 der 10. Platz belegt und somit konnte im ersten Jahr als Profiverein die Klasse gehalten werden. In der Saison 2013/14 belegten sie erneut den 10. Platz.

### Namensänderung in 24 Erzincanspor
Nachdem in der ersten Hälfte der 2010er Jahre mit Erzincanspor, der bekannteste Verein der Provinz Erzincan, sich hochverschuldet auflösen musste, beanspruchten mehrere Vereine die Nachfolgeschaft dieses Vereins. So unternahm auch Refahiyespor einen ersten Schritt in diese Richtung und änderte seinen Verein zur Saison 2012/13 in Erzincan Refahiyespor um. Mit der Namenserweiterung Erzincan wurde die Zugehörigkeit zur Provinz Erzincan verdeutlicht und ebenso eine Nachfolgeschaft für Erzincanspor beansprucht. 
Zur Saison 2015/16 änderte der Verein seinen Namen erneut um und nahm den Namen 24 Erzincanspor an. Erzincanspor stellte damit erneut die Nachfolgeschaft zu dem historischen Verein da. Da die Namensrechte für diesen Verein nicht zur Verfügung standen, wurde der Namenszusatz 24 dem Namen vorgestellt. 24 ist dabei das Kfz-Kennzeichen der Provinz Erzincan.

## Ligazugehörigkeit
- 4. Liga: Seit 2012
- Amateurliga: bis 2012

## Ehemalige Präsidenten (Auswahl)
- Ilhan Mızrak

## Ehemalige Trainer (Auswahl)
- Nezihi Tosuncuk